# Murray Lightburn
Pour les articles homonymes, voir Lightburn.
Murray Lightburn est un chanteur et compositeur canadien établi à Montréal, Québec. Il est le leader du groupe The Dears depuis 1995.

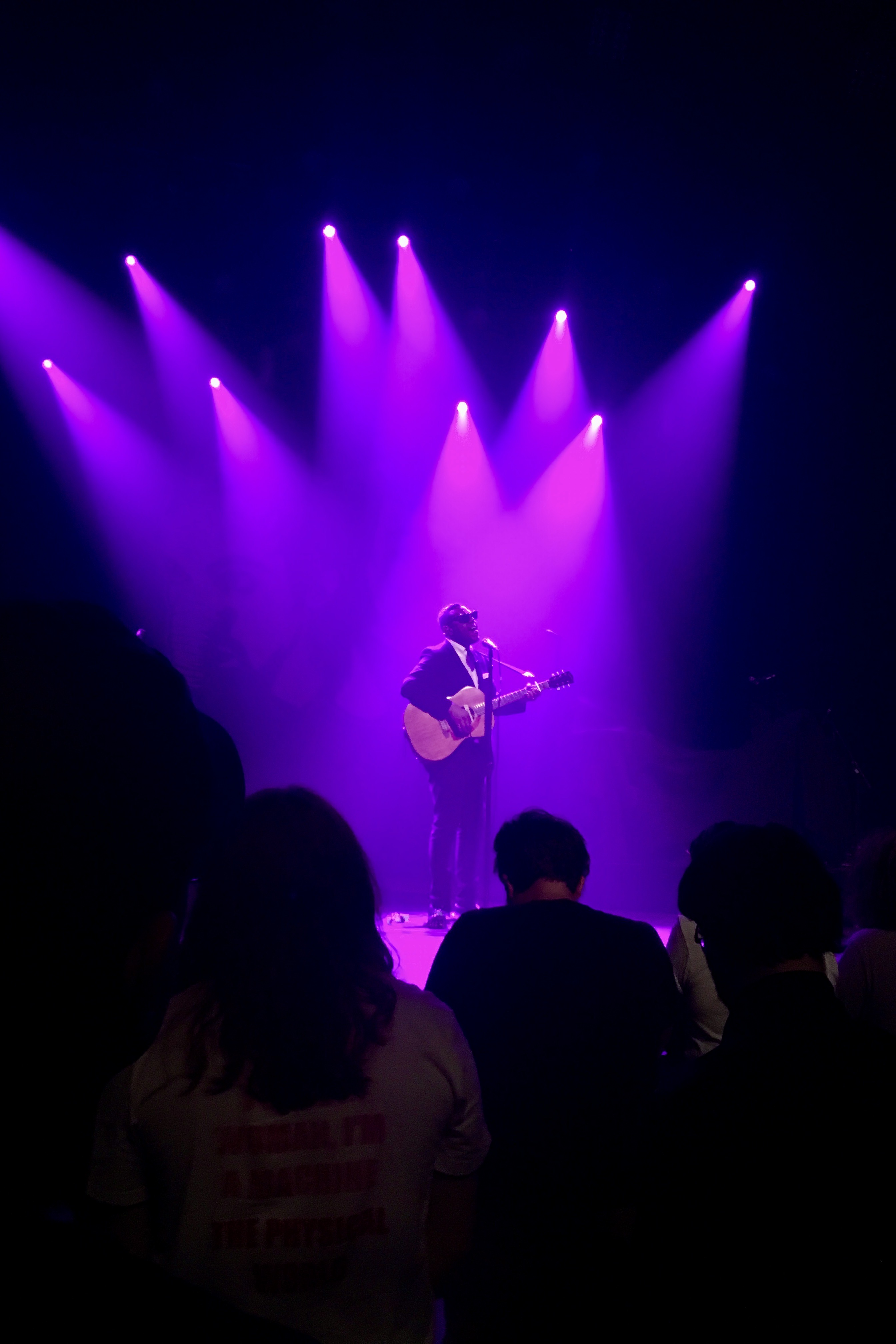
Murray Lightburn en spectacle solo à Montréal en 2019.

Lightburn a souvent été surnommé « le Morrissey Noir ». En 2005, l'ancien chanteur des Smiths demandait d'ailleurs personnellement à Lightburn que The Dears assurent les premières parties de ses spectacles aux États-Unis pour la tournée suivant la parution de son disque solo You Are The Quarry. Le groupe avait aussi ouvert pour Morrissey à Toronto et Los Angeles en 2004.
Murray Lightburn est marié depuis 2005 à la claviériste Natalia Yanchak, également membre des Dears. Le couple a une fille, Neptune Lightburn, née en 2005.

## Discographie

### Albums studio
- 2013 - Mass:Light
- 2019 - Hear Me Out
- 2023 - Once Upon a Time in Montreal